# 圣米格尔-杜阿拉瓜亚
圣米格尔-杜阿拉瓜亚是巴西戈亚斯州的一个市镇。总面积6144.38平方公里，总人口25472人，人口密度4.1人/平方公里。